# Кандозу
Кандо́зу (порт. Candoso)  — населённый пункт и бывший район в Португалии. Район Кандозу входил в округ Браганса. Являлся составной частью муниципалитета Вила-Флор. По старому административному делению входил в провинцию Траз-уж-Монтиш и Алту-Дору. Входил в экономико-статистический  субрегион Доуру, который входит в Северный регион. Население составляло 207 человек на 2001 год. Занимал площадь 7,08 км².
При реорганизации 2012—2013 годов был объединён с районом Карвалью-де-Эгаш. 